# Прімож Ґліха
Прі́мож Глі́ха (словен. Primož Gliha; народився 8 жовтня 1967; Словенія) — колишній словенський футболіст, нападник. Захищав кольори національної збірної Словенії у період з 1993 по 1998 роки.
Відомий своїм хет-триком під час відбіркового матчу до чемпіонату світу у Спліті, 2 квітня 1997 р. проти збірної Хорватії, який він оформив у вората Маріяна Мрміча за 16 хвилин.
Після завершення кар'єри — футбольний тренер. Зокрема, тренував юнацьку та молодіжну збірні Словенії. У 2023 році був головним тренером збірної Косова.